# Matthieu Rabaté
Matthieu Rabaté né en 1966, est un batteur français.

## Biographie
Après l'obtention d'un bac musique, Matthieu Rabaté entre en 1985 au C.I.M. pour suivre une formation jazz de deux ans et intègre le groupe Movement. En 1986, il entre à l'École supérieure de batterie Boursault (Paris).
Matthieu part ensuite en tournée avec Axel Bauer pour l'album Sentinelles sur lequel se trouve le tube Éteins la lumière.
Il collabore avec Indochine de 1999 à 2002 et Zazie qu'il accompagne de 2002 à 2015 sur les tournées et sur les enregistrements d'albums.
De 2018 à 2021, il participe à la tournée des Négresses vertes qui fêtent les 30 ans de l'album Mlah.
En 2019, il joue sur l'Eden Daho Tour d'Étienne Daho.

## Collaborations
- Zazie
- Raphael
- Julie Zenatti
- Vanessa Paradis
- Étienne Daho
- Hubert-Félix Thiéfaine
- MC SOLAAR
- Mylène Farmer
- Cock Robin
- William Sheller
- Alain Chamfort
- John Graves
- Indochine
- Patricia Kaas
- Grégoire
- David Hallyday
- Johnny Hallyday
- Mozart, l'opéra rock
- Lambert Wilson
- Dan Ar Braz
- Florent Pagny
- Axel Bauer
- Chris Stills
- Guesch Patti
- Lio
- Alizée
- Elli Medeiros
- Bill Pritchard
- Vincent Baguian
- Hélène Ségara
- Elsa
- Emma Daumas
- Zoé
- La Fille
- Arno Santamaria
- Pepper Island
- François Buffaud
- Nicolas Ghetti
- Steeve Estatof
- Mayane Delem
- Sébastien Izambard
- Manu Lanvin
- Jean-Pierre Lousteau
- Reno Isaac
- Patrick Solvet
- Les Négresses vertes

## B.O.[Quoi ?]etC.O.[Quoi ?]
- Mozart, l'opéra rock
- Sol En Si
- The Grandmaster de Wong Kar-wai
- Série Le Transporteur
- Taken 2
- Disco
- Iznogood
- Jean-Philippe
- Raï

### Avec Indochine
- Dancetaria
- Nuits intimes
- Paradize
- Les Divisions de la joie (DVD)